# Mein Herz brennt
Mein Herz brennt è un singolo del gruppo musicale tedesco Rammstein, pubblicato il 7 dicembre 2012.

## Descrizione
Si tratta di una versione al pianoforte dell'omonimo brano originariamente inciso dal gruppo per il terzo album in studio Mutter.
Il testo della canzone mostra un cantante che descrive il terrore provocato dagli incubi, la frase di apertura del coro presente nella canzone ("Nun, liebe Kinder, gebt fein Acht. Ich habe euch etwas mitgebracht, che in tedesco significa "Ora, cari bambini, fate attenzione. Ho portato qualcosa per voi".) è ripresa dalla serie televisiva animata tedesca Sabbiolino che dà ai bambini una storia della buonanotte. Il cantante nella canzone appare come una versione più oscura del personaggio.

## Video musicale
In occasione della pubblicazione dell'album video Videos 1995-2012, il 14 dicembre 2012 il gruppo ha pubblicato sia il video per la versione al pianoforte che quello per la versione originaria, entrambi diretti da Zoran Bihać.
Il primo mostra Till Lindemann insanguinato e piano di tagli mentre si muove cantando in una stanza misteriosa, mentre il secondo mostra anche i restanti componenti del gruppo.

## Tracce
Testi e musiche dei Rammstein.
CD
1. Mein Herz brennt (Piano Version) – 4:31
2. Gib mir deine Augen – 3:44
3. Mein Herz brennt (Video Edit) – 4:18
4. Mein Herz brennt (Boys Noize RMX) – 5:00
5. Mein Herz brennt (Piano Instrumental) – 4:31

7"
- Lato A

1. Mein Herz brennt (Piano Version) – 4:31

- Lato B

1. Gib mir deine Augen – 3:44

Download digitale
1. Mein Herz brennt (Piano Version) – 4:30
2. Gib mir deine Augen – 3:43
3. Mein Herz brennt (Video Edit) – 4:18
4. Mein Herz brennt (Boys Noize RMX) – 5:00
5. Mein Herz brennt (Piano Instrumental) – 4:30
6. Mein Herz brennt (Turntablerocker RMX) – 5:23

## Formazione
Musicisti
- Till Lindemann – voce
- Sven Helbig – pianoforte, arrangiamento del pianoforte

Produzione
- Sven Helbig – registrazione
- Jacob Hellner – registrazione parti vocali
- Tobias Lehmann – missaggio
- Svante Forsbäck – mastering

## Classifiche
| Classifica (2012/13) | Posizione massima |
| -------------------- | ----------------- |
| Austria              | 31                |
| Belgio (Fiandre)     | 127               |
| Francia              | 109               |
| Germania             | 7                 |
| Svizzera             | 33                |